# Mike Roger
Mike Roger (bürgerlich Hermann Glöckler, * 22. März 1930 in Heroldsberg bei Nürnberg; † 12. April 1984) war ein deutscher Pop- und Schlagersänger.

## Leben
In der elterlichen Gastwirtschaft unterhielt Mike Roger bereits mit 10 Jahren die Gäste mit seinem Klavierspiel. Im Jahr 1953 gründete Mike Roger die Vier-Mann-Band Circle 4 Ranch Boys und spielte hauptsächlich in amerikanischen GI-Clubs Country und Westernmusik. Im Vorprogramm oder als Begleitband von US-Countrysängern bis Mitte der 1950er-Jahre in Süddeutschland. Ab Mitte der 1950er-Jahre änderte sich die Musikrichtung zunehmend in Richtung Rock ’n’ Roll. 1956 spielte er mit Paul Würges beim Rock-’n’-Roll-Festival in München.
Im Jahr 1962 produzierte der Komponist Heinz Schiegl alias John Sivo mit ihm die Nummer Let’s Slop, mit der er im Juli 1963 Platz 10 der deutschen Hitparade erreichte. Das Lied wurde ebenfalls ein Hit für Tony Sheridan. Der Slop war ein englischer Modetanz im 4/4-Takt.
Weitere Erfolge von Mike Roger waren die B-Seite Dance the Slop With Me und Schwarze Wolke (Black Cloud).
Mike Roger starb an den Folgen eines Leberleidens.

## Diskografie
- Veedeboom Slop
- Noch einen Rum
- Popcorn
- Chicken In The Basket
- Schwarze Wolke
- Why Don’t You Slop With Me
- Fat Shake (She’s Too Fat For Me)
- Take A Lesson To Be Happy
- Let’s Slop
- Dance The Slop With Me
- Ich bin so verrückt nach dir
- I Wanna Slop
- Let's Kiss
- Carolin Letkiss
- Let's Two-Slop
- We'll Do the Two-Slop
- Dolly
- So Long, Goodbye
- Raining Night
- Blueberry Hill

Gesamt veröffentlicht unter: Mike Roger & Friends, Abanori - Slop und Pop GEE-DEE CD 270111-2